# Pietro da Cortona
Pietro da Cortona, egentligen Pietro Berettini, född 1 november 1596 i Cortona, död 16 maj 1669 i Rom, var en italiensk målare, arkitekt och stuckatör, verksam i Rom från 1613. Pietro da Cortona var jämte Giovanni Lorenzo Bernini och Francesco Borromini den romerska högbarockens främste företrädare.

## Biografi
Pietro gick först i lära hos den florentinske målaren Andrea Commodi och arbetade sedan från 1613 hos Baccio Ciarpi i Rom. Han blev en hängiven beundrare av Rafael och antikens konst. År 1620 fick Pietro en rekommendation till familjen Barberini av sin mecenat markisen Marcello Sacchetti. Påven Urban VIII Barberini kom att bli hans uppdragsgivare. Åren 1633–1639 utförde Pietro den allegoriska takmålningen Den gudomliga försynens triumf i stora salen i Palazzo Barberini på Quirinalen.
Pietro, som var principe för den romerska konstakademin Accademia di San Luca mellan 1634 och 1638, utövade ett stort inflytande över konstlivet i Rom. Med sina livfulla och av ljus genomflödade fresker anses han vara en innovatör inom högbarockens plafondmåleri.
I egenskap av arkitekt utförde Pietro ett flertal betydelsefulla kyrkoprojekt. År 1634 påbörjade han kyrkan Santi Luca e Martina (fullbordad 1664) vid Forum Romanum. Andra uppmärksammade arkitektoniska verk är fasaden till Santa Maria della Pace (1656–1667) samt fasaden med den ovanliga loggian till Santa Maria in Via Lata (cirka 1660). Därutöver ritade Pietro kupolen till San Carlo al Corso samt Cappella Gavotti i San Nicola da Tolentino.

## Målningar i urval
- Madonnan med helgon (1626–1628) – Museo Comunale, Cortona
- Den gudomliga försynens triumf (1633-1639) – Palazzo Barberini, Rom
- Fresker i piano nobile (1640-1647) – Palazzo Pitti, Florens
- Jungfru Marie födelse (1643) – Pinacoteca Nazionale, Perugia
- Den helige Laurentius martyrium (1653) – Santi Michele e Gaetano, Florens
- Den helige Stefanos martyrium (cirka 1660) – Sant'Ambrogio della Massima, Rom (nu i Eremitaget, Sankt Petersburg)
- Den helige Carlo Borromeos petitionsprocession med anledning av pesten 1576 (1667) – San Carlo ai Catinari, Rom

## Fotogalleri

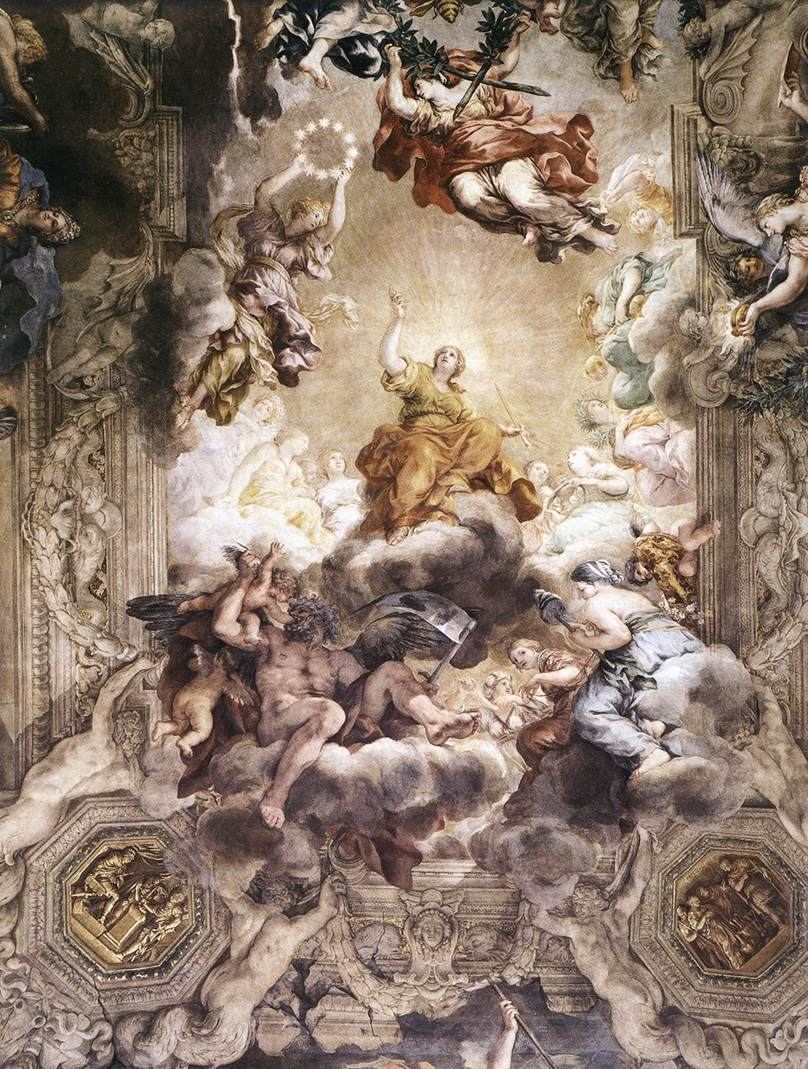
Den gudomliga försynens triumf (detalj).
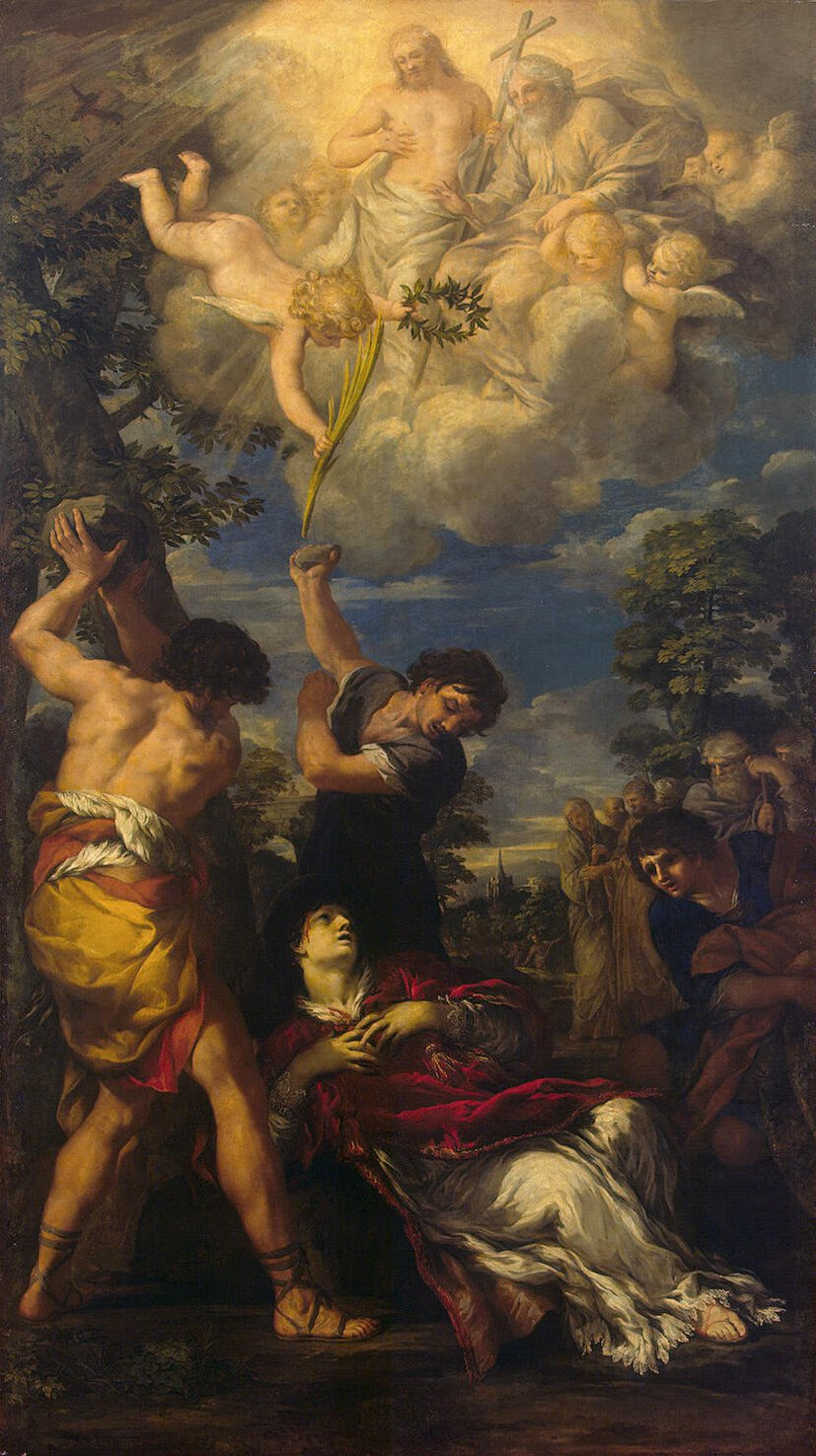
Den helige Stefanos martyrium.
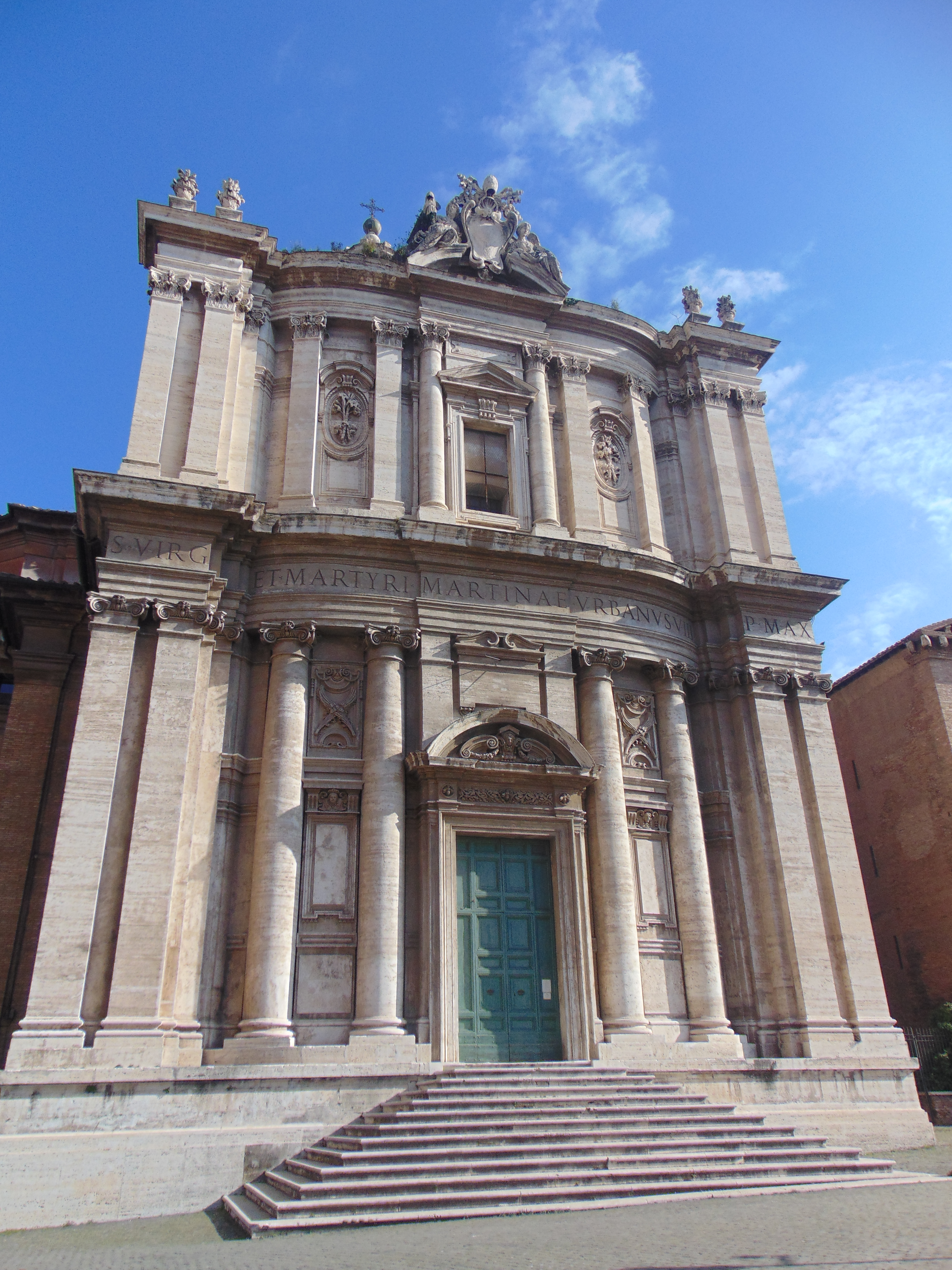
Fasaden till Santi Luca e Martina.

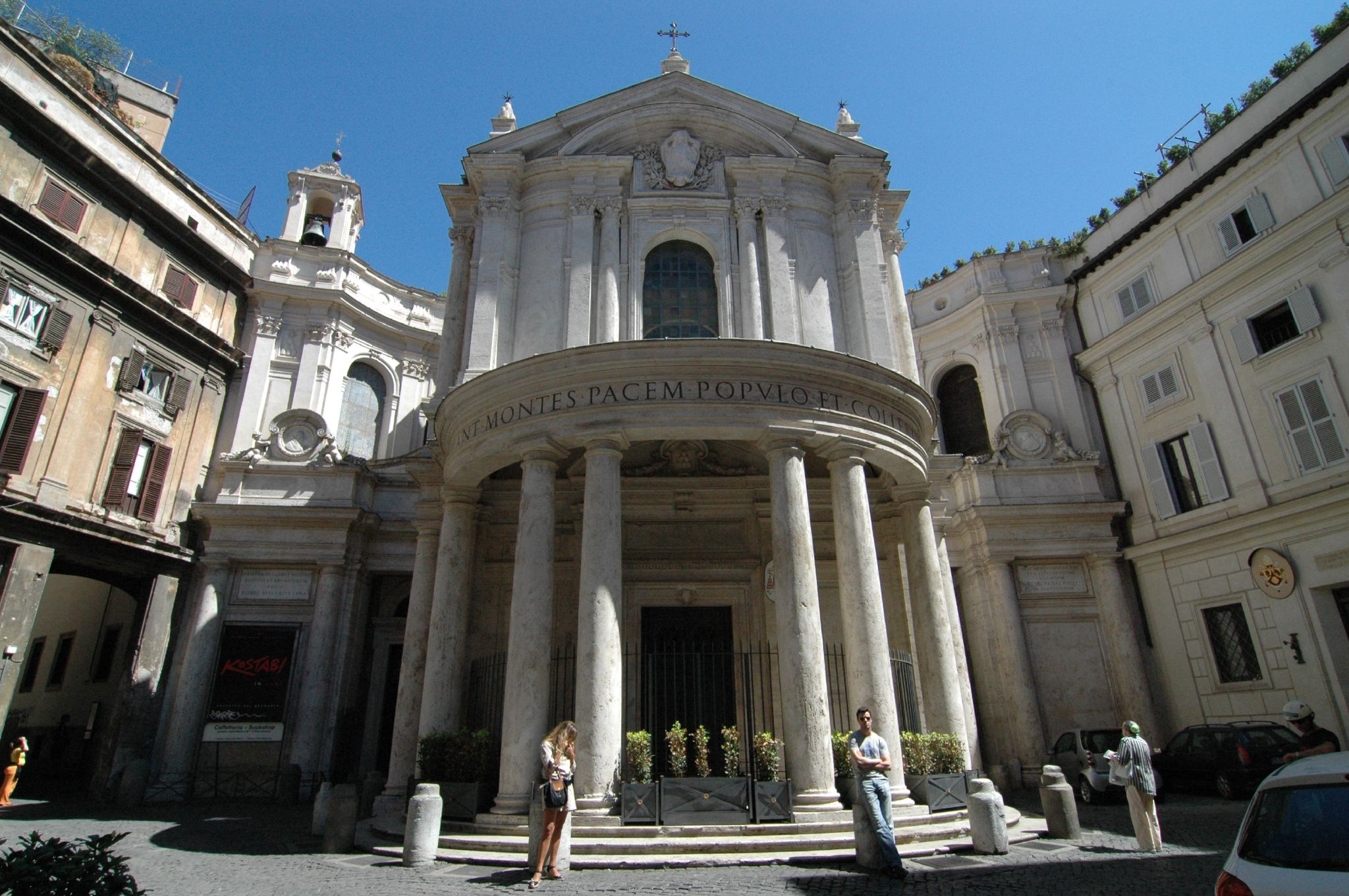
Santa Maria della Pace.
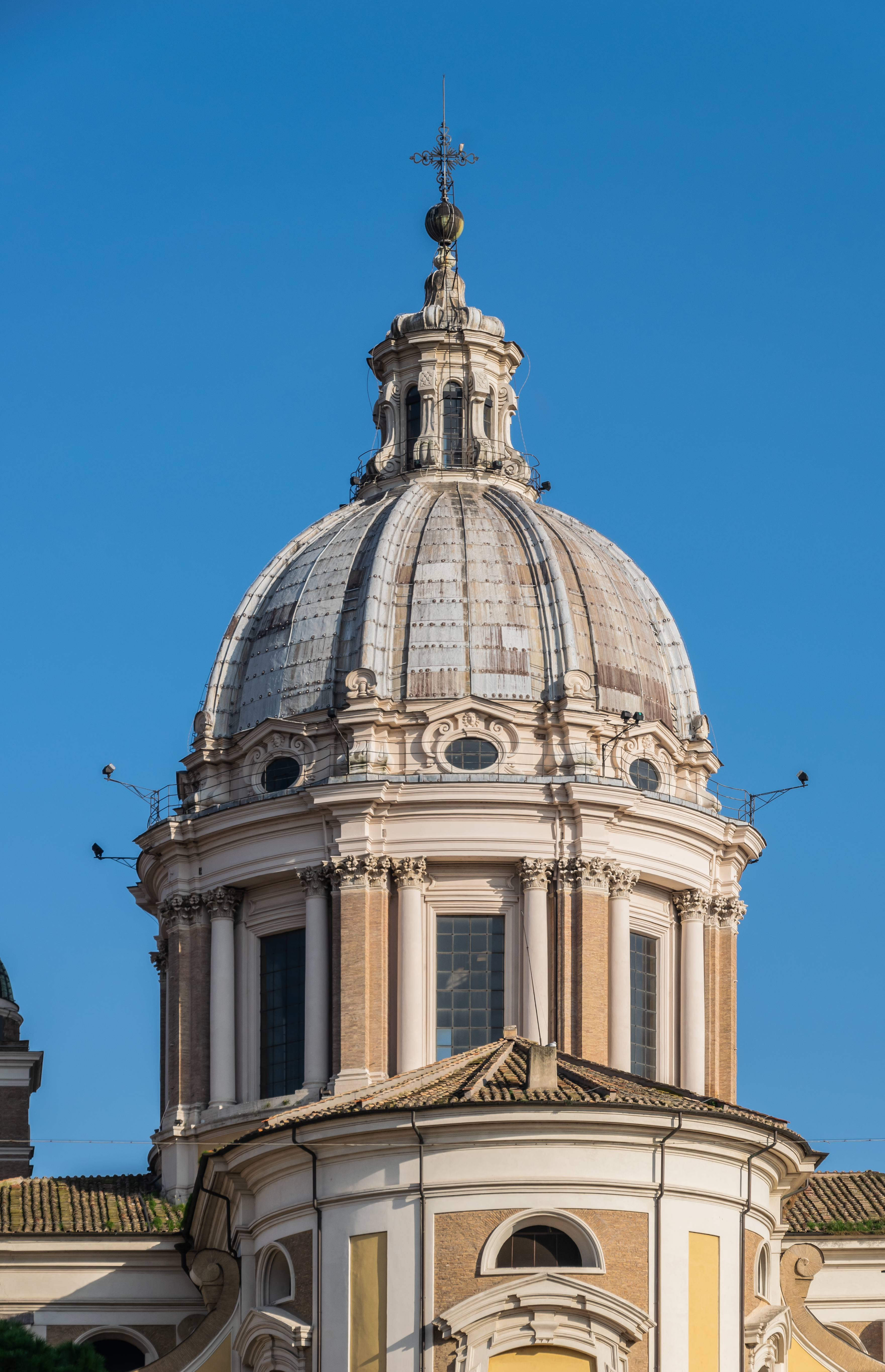
Kupolen, San Carlo al Corso.
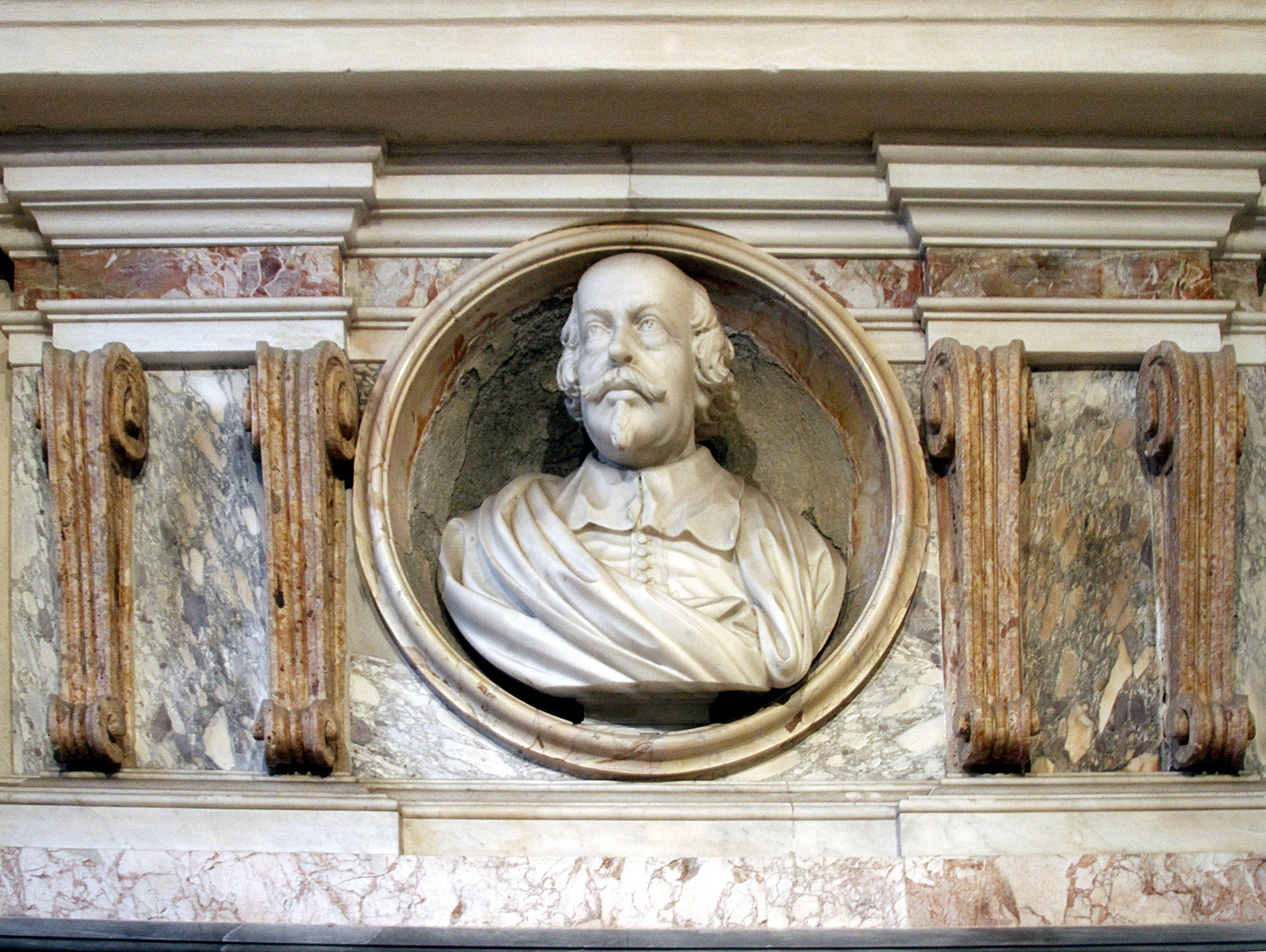
Pietro da Cortonas byst, utförd av Bernardo Fioriti.